# Cethosia cyane
Cethosia cyane  (лат.) — вид чешуекрылых насекомых из подсемейства геликонид внутри семейства нимфалид. Распространён от Юго-Восточной Азии южнее до северной Австралии. Размах крыльев 60—80 мм. Гусеницы питаются на растениях семейств страстоцветных (Adenia chevalieri и Passiflora foetida), коммелиновых (Commelina benghalensis) и молочайных (Ricinus communis).